# Nikolaï Bochniak
 Nikolaï Konstantinovitch Bochniak (en russe Николай Константинович Бошняк), né le 3 septembre 1830 dans le gouvernement de Kostroma et mort le 27 décembre 1899 à Monza, est un officier de la Marine impériale russe,.

## Biographie
Il entre en 1842 dans l'École des cadets de Saint-Pétersbourg et devient en 1847 garde-marine en mer Baltique. En 1849, il est promu midshipman et en 1851 lieutenant de marine.
En 1851, il incorpore l'expédition sur l'Amour de Guennadi Nevelskoï. Il y est immédiatement nommé chef du poste militaire de Nikolaïevsk. En février 1852, Nevelskoï le charge d'explorer Sakhaline. Il parcourt ainsi la côte ouest de Sakhaline, depuis la partie la plus étroite du détroit de Tatarie jusqu'à la rivière Due, où il découvre un gisement de charbon. Sur la côte est, il rencontre la rivière Tym, qu'il suit. D'avril à juin 1852, il explore le bas Amour et jusqu'à la fin de 1852 le bassin de l'Amgoun jusqu'au cours supérieur de l'Amgoun. Il découvre les monts Bureya et, sur le chemin du retour, les lacs Kizi, Chukchagir et Evoron. Lorsqu'il parcourt la côte ouest du détroit de Tatarie en bateau à partir de mars 1853, il découvre une baie que les Orotches appellent Baie de Khadji et que Bochniak nomme Gawan (port) pour désigner un port naturel favorable. Le nom de la ville qui émerge plus tard sur la rive sud de la baie est d'abord Gawan imperatora Nikolaja (en hommage à Nicolas Ier), puis Imperatorskaya Gawan et, après la Révolution d'Octobre, Sovetskaïa Gavan. En juin, il retourne à Nikolaïevsk en bateau.
Nevelskoï apprécie beaucoup les résultats de Bochniak car ils corrigent les erreurs de la carte de Krusenstern et prouvent l'existence d'un port naturel. Il est également important d'observer que les Orotches qui y vivent ne veulent pas appartenir à l'Empire chinois.
Bochniak passe l'hiver 1853 dans les conditions les plus difficiles dans la baie de Khadzhi. Au printemps, il entreprend une expédition à De-Kastri (du nom de Charles Eugène Gabriel de La Croix de Castries, qui avait organisé l'expédition du circumnavigateur Jean-François de La Pérouse) dans la baie de Chikhachowa près de Bogorodskoye.
En 1855, il devient adjudant du gouverneur général de la Sibérie orientale Nikolaï Mouraviov-Amourski. En 1856, il rejoint la flotte de la Baltique. De 1858 à 1860, il sert sur la frégate Ilya Mouromets dans la Baltique et en Méditerranée.
Il prend sa retraite en 1865 en tant que capitaine de deuxième rang pour des raisons de santé. Sur la recommandation du gouverneur général de la Sibérie orientale, il reçoit une pension à vie de 350 roubles par an pour son travail spécial et ses sacrifices. Il se rend à Monza pour se faire soigner, entre dans un hôpital psychiatrique où il finit sa vie.

## Hommages
Le village de Bochniak sur Sakhaline à 80 km au nord d'Ouglegorsk, la baie de Bochniak et le cap Bochniak sur le détroit de Tatarie près d'Aleksandrovsk-Sakhalinski et une rue de Sovetskaïa Gavan et de Nikolaïevsk sur l'Amour portent son nom. 
Depuis le 23 octobre 2008, le petit navire hydrographique GS-404 du projet 872 de la flotte du Pacifique porte le nom de  Nikolaï Bochniak.

## Récompenses et distinctions
- 1853 : Ordre de Saint-Vladimir de 4e classe[1]
- 1854 : Ordre de Sainte-Anne de 3e classe[1]